# Don Juan's Three Nights
Don Juan's Three Nights (lett. "le tre notti di Don Juan") è un film muto del 1926 diretto da John Francis Dillon. Prodotto dalla Henry Hobart Productions, aveva come interpreti Lewis Stone, Shirley Mason, Malcolm McGregor, Myrtle Stedman, Betty Francisco, Kalla Pasha, Alma Bennett, Natalie Kingston, Mario Carillo.
La sceneggiatura di Clara Beranger si basa sul romanzo Don Juans drei Nächte di Ludwig Biró, pubblicato a Berlino nel 1917.

## Trama

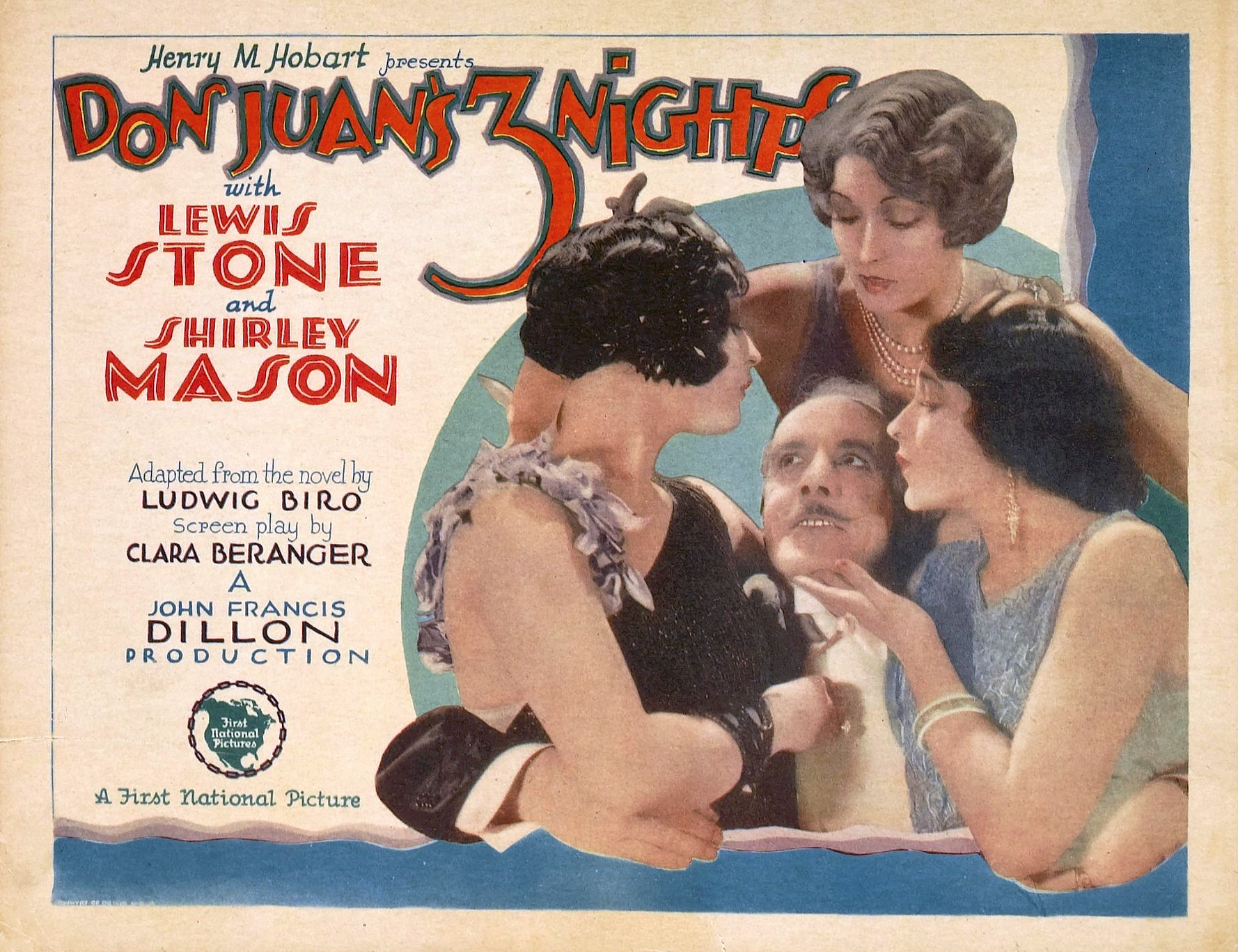
Shirley Mason, Lewis Stone, Myrtle Stedman, Betty Francisco

John Aradi, un famoso pianista, è noto per le sue avventure sentimentali. Attratto dalla giovane Ninette Cavalier, si ritira quando viene a sapere che la ragazza, innamorata di lui, ha solo sedici anni. Ma Ninette, benché venga corteggiata dal giovane Giulio Roberti, continua ad essere affascinata da Aradi. Quest'ultimo invita a una festa che si trasforma presto in un'orgia anche Ninette che ne resta disgustata. Roberti porta via la ragazza, salvandola dalle avances di Aradi che sfida a duello. Il pianista resta ferito a una mano, mentre Ninette si rende conto di amare Giulio.

## Produzione
Il film fu prodotto dalla Henry Hobart Productions.

## Distribuzione
Il copyright del film, richiesto dalla First National Pictures, Inc., fu registrato il 12 agosto 1926 con il numero LP23015.
Distribuito dalla First National Pictures, il film - presentato da Henry Hobart - uscì nelle sale cinematografiche statunitensi il 3 ottobre dopo essere stato presentato in prima a Washington il 4 settembre 1926.
Copie complete della pellicola si trovano conservate negli archivi della Library of Congress di Washington e in quelli del Wisconsin Center For Film And Theater Research di Madison.